# Craig Goch Dam
De Craig Goch Dam, ook wel de Top dam, is een gemetselde dam in de Elan Valley van Wales en creëert het grootste deel van de Elan Valley Reservoirs. De bouw van de dam begon in 1897 en werd afgerond in 1904. Het primaire doel van de dam en de andere reservoirs is om Birmingham te voorzien van water. In 1997 trad een 480 kW hydro-elektrische generator in werking bij de dam. 